# Loch na Davie
Loch na Davie är en sjö i Storbritannien.   Den ligger i riksdelen Skottland, i den nordvästra delen av landet, 600 km nordväst om huvudstaden London. Loch na Davie ligger 462 meter över havet. Den ligger på ön Isle of Arran. I omgivningarna runt Loch na Davie växer i huvudsak blandskog.